# Micki King
Maxine Joyce „Micki” King, po mężu Hogue (ur. 26 lipca 1944 w Pontiac) – amerykańska skoczkini do wody, złota medalistka olimpijska z Monachium.
Brała udział w dwóch igrzyskach olimpijskich (IO 68, IO 72). W 1972 zdobyła złoto w skokach z trampoliny trzymetrowej, wyprzedzając Szwedkę Ulrikę Knape i Niemkę Marinę Janicke. W tej konkurencji zdobyła srebro igrzysk panamerykańskich w 1967 oraz cztery lata później. 
W 1978 została przyjęta do International Swimming Hall of Fame.